# Сиэппитунтури
Си́эппиту́нтури (фин. Sieppitunturi) — гора в Кестеньгском сельском поселении Лоухского района Республики Карелия. Высота горы — 537 м. Сиэппитунтури раньше относилась к Финляндии, но отошла к Советскому Союзу при передаче Салла–Куусамского района.